# Xiphophorus hellerii
Porte-épée, Porte-glaive, Xipho, Xiphophore
 (janvier 2009).
Si vous disposez d'ouvrages ou d'articles de référence ou si vous connaissez des sites web de qualité traitant du thème abordé ici, merci de compléter l'article en donnant les références utiles à sa vérifiabilité et en les liant à la section « Notes et références ».
Espèce
Xiphophorus hellerii, le Porte-épée, Porte-glaive, Xipho ou Xiphophore, est une espèce de poissons d'eau douce tropicale de la famille des Poeciliidae. C'est un poisson fréquemment maintenu en aquarium.

## Caractéristiques

### Description
Les femelles mesurent jusqu'à 12 cm, alors que les mâles, plus petits, ne mesurent que 10 cm. Les couleurs de base naturelle du Xipho sont le vert, le rouge ou le blanc. Les nageoires gris fumé ou noires, chez le mâle comme chez la femelle, sont caractéristiques.
Les mâles se distinguent par une caudale allongée en forme de pointe à sa base, appelée « épée », et par un gonopode très développé en longueur, surtout chez les Xipho-lyre, une variété d'élevage qui a une queue à double épée, et dont la caudale est très allongée.
De nos jours, la forme sauvage du Xiphophorus helleri est très peu répandue chez les aquariophiles, qui préfèrent des individus plus petits, n'atteignant que 8 cm au maximum. La variété à flanc gris-vert aux reflets argentés avec une bande longitudinale rouge le long du corps qui se prolonge jusqu'au bout de la caudale est très répandue. Les variétés « Tuxedo » (rouge-orangé parsemé de noir tacheté) sont aussi très répandues.

### Comportement et reproduction
Ce sont des poissons omnivores et grégaires.
Les xiphos sont ovovivipares. Les alevins sortent vivants et sont capables de se nourrir seuls. Une femelle peut avoir entre 50 et 100 alevins par portée, et ce toutes les cinq semaines. La ponte a souvent lieu au petit matin.
Des légendes très répandues chez les aquariophiles prêtent aux xiphos une caractéristique sexuée pour le moins originale, prétendant qu'ils sont capables de changer de sexe[réf. souhaitée]. Ce n'est pourtant pas vrai ; cette idée a été répandue à cause de la maturation sexuelle variable de ces individus (on parle de mâle tardif dont la nageoire ne s'est pas transformée en gonopode)[réf. souhaitée]
On distingue généralement ceux qui sont matures au bout de trois mois et ceux au bout de six mois. Avant cette période, les mâles n'ont ni gonopode pointu, ni caudale en forme de pointe, et ressemblent donc à des femelles de taille moyenne… Les mâles qui deviennent matures après cette période sont appelés des mâles tardifs. Ceux-ci sont plus grands que les mâles matures après trois mois. Les xiphos peuvent stocker du sperme pendant 4 mois après l'accouplement, en attendant que les conditions soient bonnes pour la ponte.[réf. nécessaire]
Les xiphos peuvent vivre de deux à cinq ans.

## Répartition
Ces poissons se rencontrent en Amérique centrale (du sud du Mexique au Guatemala). Ils vivent à l'état naturel dans les cours d'eau rapides riches en plantes aquatiques et dans les eaux stagnantes (lacs et mares).

## Maintenance en captivité
Ils aiment une eau comprise entre 21 et 26 °C avec un pH neutre à légèrement alcalin compris entre 6,8 et 7,5 et avec une dureté moyennement élevée, comprise entre 10 °d GH et 30 °d GH.
| Origine         | Pérou, Honduras           | Eau           | eau douce        |
| Dureté de l'eau | 10-30 °GH                 | pH            | 6,8-7,5          |
| Température     | 21-26 °C                  | Volume mini.  | 150-200l         |
| Alimentation    | omnivore                  | Taille adulte | 8-12             |
| Reproduction    | Ovovivipare               | Zone occupée  | surface & milieu |
| Sociabilité     | grégaire (5-10 individus) | Difficulté    | facile           |

### Comportement
Ces poissons grégaires vivent en groupe (cinq à dix individus). Il est conseillé de ne pas mélanger dans un même bac les platys et les xiphos, afin d'éviter l'obtention d'espèces hybrides. On peut les maintenir avec des guppys, des néons et des mollys.

### Alimentation
Ce sont des poissons omnivores et, comme tous les ovovivipares d'Amérique Centrale, ils apprécient les compléments alimentaires végétaux. La présence d'algues dans le bac n'est donc pas forcément un grand souci.

### Reproduction

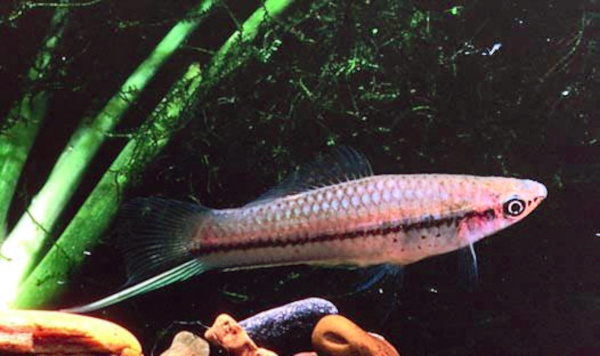
Xipho dans un aquarium

Ce poisson est ovovivipare. Il est préférable de mettre au moins un mâle pour deux voire trois femelles. Pour éviter des alevins qui grandissent de façon anarchique, il est préférable d'avoir un bac à l'eau bien oxygénée, les trop grandes concentrations de matières azotées, souvent dans les aquariums trop petits, étant donc à éviter.
Les alevins sont capables de se nourrir seuls dès la naissance. Cependant, il est préférable de séparer les alevins des parents, qui n'en feraient qu'une bouchée.

### Principales espèces de la famille
Seule une petite proportion des près de deux cents espèces de poeciliidés a été étudiée dans un contexte écologique. Parmi ces espèces, les gambusies, notamment Gambusia affinis et G. holbrooki, sont les plus connues. Leur notoriété découle de leur utilisation répandue comme agents de lutte contre les moustiques, ce qui a conduit à de nombreuses études sur leur alimentation, leur habitat et leurs tolérances environnementales. En outre, des données écologiques existent pour d'autres espèces de Gambusia, ainsi que pour certaines espèces de Poecilia, Xiphophorus, Poeciliopsis, Heterandria et Belonesox.
Six espèces de Poeciliidae, parmi lesquelles Xiphophorus hellerii, font partie des cinquante espèces les plus populaires en aquariophilie et toutes ont le niveau de domestication le plus élevé :
- Poecilia latipinna (Lesueur, 1821)
- Poecilia reticulata  Peters, 1859 - le « guppy »
- Poecilia sphenops  Valenciennes, 1846
- Xiphophorus hellerii  Heckel, 1848 - le « xipho »
- Xiphophorus maculatus  (Günther, 1866)
- Xiphophorus varietus  (Meek, 1904)

## Anecdotes
- Le Xipho a donné son nom à un projet libre, Xiph.org.
- Ce poisson a fait l'objet d'une énigme dans trois romans de Franck Thilliez (Le Manuscrit inachevé ; Il était deux fois ; Labyrinthes) : « Juste un mot en avant : un xiphophore ».

## Systématique
Le nom valide complet (avec auteur) de ce taxon est Xiphophorus hellerii Heckel, 1848.
Xiphophorus hellerii a pour synonymes :
- Xiphophorus helleri brevis Regan, 1907
- Xiphophorus helleri helleri Heckel, 1848
- Xiphophorus helleri strigatus Regan, 1907
- Xiphophorus hellerii guentheri Jordan & Evermann, 1896
- Poecilia helleri (Heckel, 1848)
- Xiphophorus brevis Regan, 1907
- Xiphophorus guentheri Jordan & Evermann, 1896
- Xiphophorus guntheri Jordan & Evermann, 1896
- Xiphophorus helleri Heckel, 1848
- Xiphophorus jalapae Meek, 1902
- Xiphophorus rachovii Regan, 1911
- Xiphophorus strigatus Regan, 1907
- Xiphorus helleri Heckel, 1848

### Étymologie
Son nom spécifique, hellerii, lui a été donné en l'honneur du botaniste autrichien Karl Bartholomäus Heller (1824-1880), qui a collecté l'holotype durant une expédition au Mexique.

### Publication originale
- (de) Heckel, J. J. (1848). Eine neue Gattung von Poecilien mit rochenartigem Anklammerungs-Organe. Sitzungsberichte der Kaiserlichen Akademie der Wissenschaften. Mathematisch-Naturwissenschaftliche Classe. 1 (1-5): 289-303, Pls. 8-9.